# Juan Pérez de Guzmán y Gonzaga
Juan Pérez de Guzmán y Gonzaga fue un militar y gobernante colonial español que vivió durante el siglo XVII. Fue gobernador de la provincia de Cartagena de Indias y posteriormente Gobernador de Panamá. Gobernó en un período donde ocurrieron los ataques piratas en el Mar Caribe de François l'Olonnais (1650), Eduard Mansvelt (1665) y Henry Morgan (1668-1671), y que tenían como base las islas de Santa Catalina y San Andrés. Es conocido por ser quien dio la orden de la destrucción de la antigua Ciudad de Panamá en 1671, para prevenir el total saqueo de esta por el pirata Morgan.

## Biografía
Fue caballero de la Orden de Santiago, maestre de campo y estuvo en la milicia de la Armada de la carrera de Indias, hasta que fue designado como gobernador interino de Cartagena en 1658, tras la muerte del anterior gobernador Pedro Zapata de Mendoza y se mantuvo en el cargo hasta 1661. Nuevamente fue nombrado gobernador interino de Cartagena entre 1663 y 1664.
En 1665 fue designado gobernador de Panamá, donde ordenó reforzar las fortalezas de San Lorenzo y Portobelo, y recuperó la isla de Santa Catalina, que había sido la base del pirata Mansvelt en los ataques previos a Natá y Cartago. A pesar de haber frenado los ataques, un complot entre miembros del tribunal de la Audiencia de Panamá liderados por el oidor decano Bernardo Trillo de Figueroa convencieron al virrey del Perú Pedro Antonio Fernández de Castro de que Pérez Guzmán realizaba una mala gestión, siendo destituido en 1667 y trasladado a Lima, donde permaneció preso.
Fue sustituido por Agustín de Bracamonte en el momento en que Henry Morgan se acercaba al istmo de Panamá, y tras la impotencia del nuevo gobernador que ocasionó la rendición del fuerte de Portobelo y la posterior humillación a los habitantes de la ciudad que obligó a Bracamonte a rogar ante el pirata Morgan, se decidió liberar y restituir a Pérez de Guzmán como gobernador a través de una Real Cédula el 26 de junio de 1668, ya que no se le había encontrado prueba alguna sobre sus acusaciones. También en dicha cédula se ordenó castigar a todos los oidores conspiradores y la destitución de Bernardo Trillo de Figueroa como oidor.

### Destrucción de Panamá la Vieja
Durante su segundo período como gobernador de Panamá trató de detener un nuevo ataque que hizo Morgan en 1670, donde el pirata retomó la isla de Santa Catalina y luego se dirigió al fuerte de San Lorenzo donde lo tomó el 15 de diciembre. Pérez de Guzmán, no obstante, decidió no atacar la avanzada de 1200 piratas que estaba cruzando el istmo rumbo a la Ciudad de Panamá, por lo que Morgan y sus hombres no encontraron resistencia alguna en el camino.
No obstante, Pérez de Guzmán había reunido a dos escuadrones de caballería de 200 jinetes, 1400 infantes, indios y negros, y dos recuas de toros bravos manejados por 30 vaqueros, como defensa para la ciudad teniendo al gobernador como líder del frente. Empero, cuando llegaron los piratas a las cercanías de la ciudad, divisaron la defensa y Morgan ordenó avanzar a la ciudad esquivando a los españoles, avanzando por una llanura entre los ríos Matasnillo y Río Abajo, en tres columnas.
Pérez de Guzmán, al ver el cambio de estrategia en los piratas, ordenó a los españoles a abandonar sus posiciones y avanzaron a la llanura que estaba fangosa por un desbordamiento del río Matasnillo, donde se enfrentaron con los piratas. Las condiciones adversas complicaron la movilización de los españoles, siendo víctimas de los disparos de los piratas; luego se ordenó la liberación de los toros, pero Morgan ordenó disparar a los vaqueros que los domaban, por lo que también fracasó la estrategia ya que los animales quedaron desorientados y atrapados en el fango. La batalla en la llanura del Matasnillo dejó al menos 600 muertos, muchos heridos y otros cientos prisioneros. Destruida la defensa española, el gobernador Pérez de Guzmán ordenó como último recurso incendiar la ciudad, antes de que los piratas llegaran a la iglesia de La Merced, que había sido seleccionada como cuartel para el asalto final.

Yo di orden para que se pegase fuego a la casa de la pólvora, como se ejecutó y me retiré a Penonomé.
Informe de Juan Pérez de Guzmán

A pesar de que el saqueo de los piratas fue frustrado por el incendio, la ciudad quedó destruida (sería reconstruida en otro punto en 1673), Pérez de Guzmán sería destituido por segunda vez por el virrey, y nuevamente encarcelado en Lima por ser el responsable de dicha destrucción.